# Hieracium indutiforme
La Hieracium indutiforme es una especie de planta con flor del género Hieracium, de la familia Asteraceae, del orden de las  Asterales.

## Distribución
La Hieracium indutiforme se distribuye por Noruega.

## Taxonomía
Fue descrita científicamente por Dahlst. ex Notø.
Tratamiento taxonómico
La especie aparece registrada y publicada en el Tromsø Mus. Aarsh.